# Evolver
Albums de John Legend
Once Again
Evolver est le troisième album de John Legend. Il est sorti le 20 octobre 2008 en Angleterre et le  28 octobre 2008 aux États-Unis.
Le premier single est la chanson Green Light avec André 3000 du groupe Outkast.

## Liste des titres
1. Good Time Intro
2. Green Light (feat. Andre 3000)
3. It's Over (feat. Kanye West)
4. Everybody Knows
5. Quickly (feat. Brandy)
6. Cross The Line
7. No Other Love (feat. Estelle)
8. This Time
9. Satisfaction
10. Take Me Away
11. Good Morning
12. I Love, You Love
13. If You're Out There
14. Can't Be My Lover (Bonus Track)
15. It's Over (Teddy Riley remix)